# Friedrich Bierman von Ehrenschild
Friedrich Bierman von Ehrenschild (ca. 1690 – 12. april 1754) var en dansk embedsmand.
Han var søn af Martin Conrad Biermann von Ehrenschild (1662-1715) og Anna Margrethe von Støcken (1668-1732). Han blev immatrikuleret ved universitetet i Kiel 1714, var 1731-33 dansk legationssekretær i Stockholm, blev 1735 justitsråd og søgte 1739 forgæves om at blive amtmand over Bornholms Amt. Hans ansøgning til kong Christian VI blev afslået, fordi Ehrenschild ikke kunne dansk. I stedet blev han 1740 kommissær ved den Segeberg-Plønske Grænsekommission, 1742 amtmand og landfoged over Femern Amt og landråd, hvilket han var til 1745.
Med hans død 1754 uddøde slægten Bierman von Ehrenschild på mandslinjen.